# Parafia św. Apostołów Piotra i Pawła w Wylatowie
Parafia Świętych Apostołów Piotra i Pawła w Wylatowie jest jedną z 12 parafii leżącą w granicach dekanatu trzemeszeńskiego. Erygowana w XIII wieku.

## Dokumenty
Księgi metrykalne: 
- ochrzczonych od 1945 roku
- małżeństw od 1945 roku
- zmarłych od 1945 roku